# Jaroslav Rakitskyj
Jaroslav Rakitskyj (Oekraïens: Ярослав Володимирович Ракицький) (Persjotravensk, 3 augustus 1989) is een Oekraïens voetballer die bij Sjachtar Donetsk speelt. Hij speelt bij voorkeur als centrale verdediger.

## Clubcarrière
Rakitskyj is een jeugdproduct van Sjachtar Donetsk. Hij maakte zijn debuut op 15 augustus 2009 in een wedstrijd om e Oekraïense voetbalbeker tegen FK Odessa. 16 dagen later maakte hij zijn competitiedebuut tegen Zorja Loehansk. Rakitskyj maakte zijn eerste doelpunt voor Sjachtar in de beker tegen Jednist' Plysky. In zijn eerste seizoen won Sjachtar de landstitel, net als in de vier daaropvolgende seizoenen. In de jaargangen 2014/15 en 2015/16 bleef Sjachtar steken op de tweede plaats.

## Interlandcarrière
Rakitskyj maakte zijn debuut in het Oekraïens voetbalelftal op 10 oktober 2009 in een WK-kwalificatiewedstrijd tegen Engeland. Vier dagen later maakte hij zijn eerste doelpunt voor zijn vaderland tegen Andorra. Rakitskyj nam met Oekraïne deel aan het EK 2012, georganiseerd in Oekraïne en Polen. Op 19 mei 2016 werd hij opgenomen in de Oekraïense selectie voor het Europees kampioenschap voetbal 2016 in Frankrijk. Oekraïne werd in de groepsfase uitgeschakeld na nederlagen tegen Duitsland (0–2), Noord-Ierland (0–2) en Polen (0–1).